# Gradac-Stupanj
Gradac-Stupanj (en serbe cyrillique : Градац-Ступањ) est un village de Bosnie-Herzégovine. Il se situe sur le territoire de la ville de Bijeljina et dans la république serbe de Bosnie. Selon les premiers résultats du recensement bosnien de 2013, il compte 564 habitants.

## Géographie
Le territoire du village est longé par les rivières Rijeka et Crveni Potok, ainsi que par le Glavni Obodni kanal (au nord).

## Histoire
La localité est formée en 2012 ; avant cette date, son territoire se rattache à celui de Čađavica Donja.